# Гвен Смід
Гвен Смід (англ. Gwen Smid; нар. 1979, Вінніпег, Манітоба, Канада) — канадська письменниця, автор ілюстрованих книг.
Закінчила Манітобський університет. Працює вчителем.